# Турув (Лодзинське воєводство)
Турув (пол. Turów) — село в Польщі, у гміні Велюнь Велюнського повіту Лодзинського воєводства.
Населення — 638 осіб (2011).
У 1975-1998 роках село належало до Серадзького воєводства.

## Демографія
Демографічна структура станом на 31 березня 2011 року:
|          | Загалом | Допрацездатний вік | Працездатний вік | Постпрацездатний вік |
| -------- | ------- | ------------------ | ---------------- | -------------------- |
| Чоловіки | 315     | 67                 | 212              | 36                   |
| Жінки    | 323     | 53                 | 185              | 85                   |
| Разом    | 638     | 120                | 397              | 121                  |